# 因斯布鲁克乡村县
因斯布鲁克乡村县（德語：Bezirk Innsbruck-Land）是奧地利蒂罗尔州的一個县，位於該州的中部，北鄰德國巴伐利亞州，南鄰義大利博尔扎诺-上阿迪杰自治省。面積1990.17平方公里。2021年人口181,698人。縣治因斯布鲁克為一法定城市，並被本縣四面包圍。
下分63個市镇，其中1个城市，8集镇，52个普通市镇。